# Dominika Kavaschová
Dominika Kavaschová (* 19. května 1989, Košice) je slovenská divadelní a televizní herečka a zpěvačka.
Vystudovala konzervatoř v Košicích a v roce 2013 dokončila studium na VŠMU v Bratislavě. Od roku 2014 je členkou činohry Slovenského národného divadla. Dvakrát získala ocenění DOSKY, a to v roce 2013 v kategorii Objev roku a v roce 2015 v kategorii Nejlepší herečka.
Se zpěvačkou Andreou Bučko nazpívala písně jako např.: Neviditeľná Žena, Cúvám vpred! nebo DIVA.
Se svým přítelem Danielem Fischerem má dceru Maiu, která se narodila v roce 2021.

## Divadlo

### Role v SND
- Peter Pišťanek: Rivers of Babylon
- Bernhard Studlar: Túžba po nepriateľovi
- Sláva Daubnerová: Spievajúci dom
- Péter Esterházy: Mercedes Benz
- Charlotte Brontëová: Jana Eyrová
- William Shakespeare: Richard III.
- Peter Karvaš: Polnočná omša
- Fjodor Michajlovič Dostojevskij: Krotká
- Viliam Klimáček: Mojmír II. alebo Súmrak říše
- Sofokles: Antigona
- Ján Palárik: Zmierenie alebo Dobrodružstvo pri obžinkoch
- Lev Nikolajevič Tolstoj: Vojna a mír
- Karol Horák: Prorok Štúr a jeho tiene alebo Zjevenie, obetovanie a nanebovstúpenie proroka Ľudovíta a jeho učeníkov
- Denys Arcand: Úpadek amerického impéria / Invaze Barbarů
- Ingmar Bergman: Fanny a Alexander
- Jan Havelka: Dnes večer nehráme

## Televize
- 2009 – Ako som prežil
- 2010 – Odsúdené
- 2011 – Panelák
- 2011 – Dr. Ludsky
- 2013 – Chlapi neplačú
- 2018 – Oteckovia